# Хринги
Хринги — аварские деревянные укрепления (крепости). Система хрингов начала формироваться после прихода аваров в Паннонию в VI веке при полулегендарном основателе Аварского каганата Баяне I. Являясь завоевателями, авары стали строить военные лагеря, представлявшие собой кольцеобразные сооружения, защищённые рвами, земляными валами и изгородями. Центр хринга окружали деревянными стенами. Хринги могли достигать огромных размеров: так, главный из хрингов был защищён девятью следовавшими друг за другом стенами. В этом хринге, расположенном между Дунаем и Тисой, хранилась казна Аварского каганата. Хринги располагали недалеко друг от друга, чтобы в случае нападения врага весть о нём можно было быстро передать соседям. В хрингах обыкновенно хранились запасы продовольствия и награбленные сокровища. Система хрингов была разрушена франками в 791—796 годах.
Описание аварских хрингов дошло до наших дней в «Хрониках Сен-Галленского монаха» середины IX столетия.
Ранее аваров хринги, крепости из нескольких концентрических кругов, состоявших из рвов и ограждений из частокола, строили хунну. Предположительно, у хунну хринги служили местом годовых военных смотров орды, сопровождавшихся религиозными церемониями, а также арсеналами, в которых изготовляли и хранили оружие. Именно от хуннского «хринг» немецкий историк Ганс Вильгельм Хауссиг вывел происхождение японского слова «риу» (крепость), а российский кореевед Роза Джарылгасинова происхождение когуресского слова «ри» (город).